# طراحی گهواره به گهواره

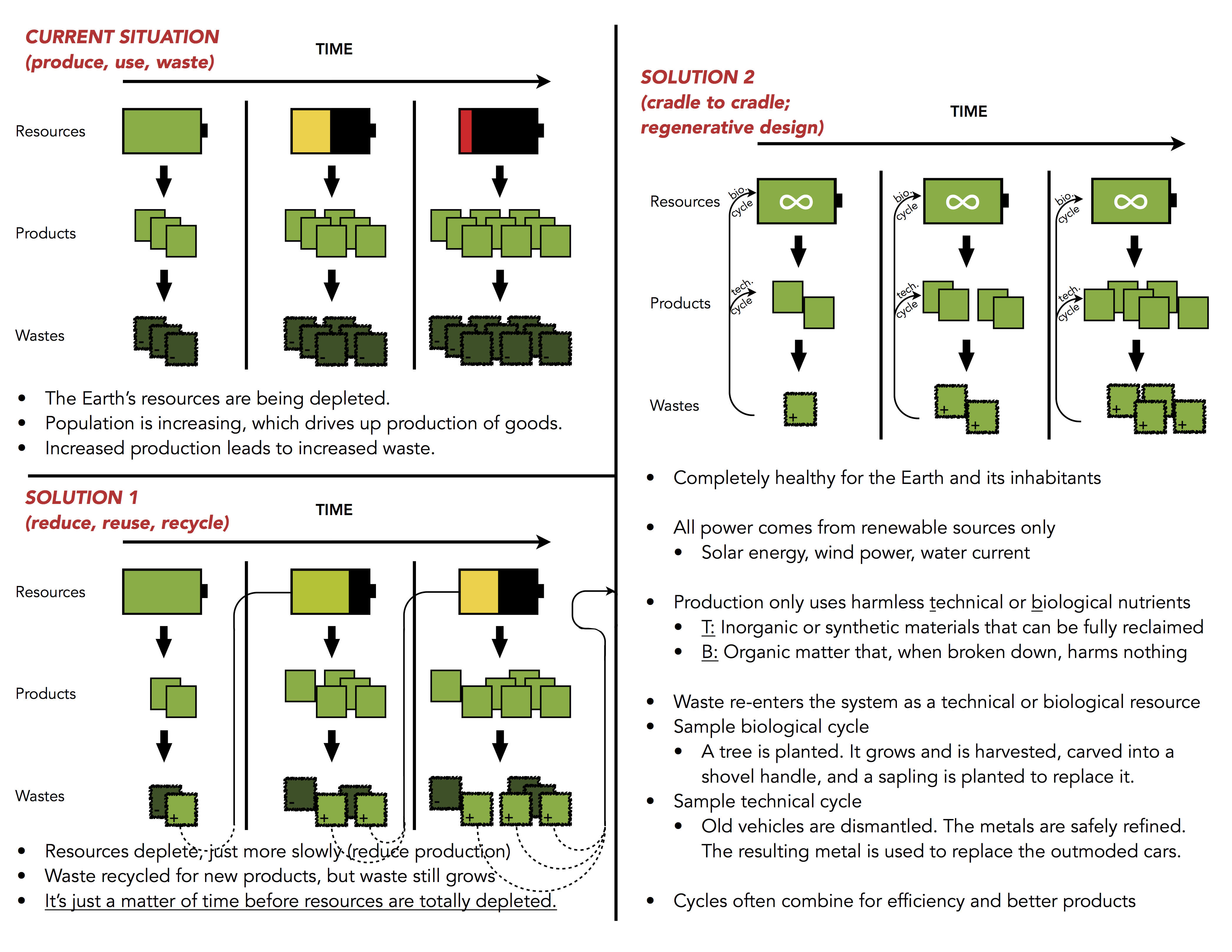
سیستم اقتصادی فعلی، راه حل فعلی (3Rs)، و چارچوب C2C به عنوان یک راه حل جایگزین

طراحی گهواره به گهواره (همچنین به عنوان 2CC2، C2C، گهواره ۲، یا طراحی احیا کننده نیز شناخته می‌شود) یک رویکرد بیومیمتیک برای طراحی محصولات و سیستم‌هایی است که صنعت انسانی را بر اساس فرآیندهای طبیعت مدل می‌کند، جایی که مواد به عنوان مواد مغذی در گردش در نظر گرفته می‌شوند. متابولیسم سالم و ایمن این اصطلاح خود بازی با عبارت محبوب شرکتی «گهواره تا گور» است، به این معنی که مدل C2C پایدار است و به زندگی و نسل‌های آینده توجه می‌کند - از تولد، یا «گهواره» از یک نسل تا نسل بعدی، در مقابل. از تولد تا مرگ، یا «قبر»، در همان نسل.
C2C پیشنهاد می‌کند که صنعت باید از اکوسیستم‌ها و متابولیسم بیولوژیکی طبیعت محافظت و آنها را غنی سازی کند و در عین حال متابولیسم فنی ایمن و سازنده را برای استفاده با کیفیت بالا و گردش مواد مغذی آلی و فنی حفظ کند. این یک چارچوب کل نگر، اقتصادی، صنعتی و اجتماعی است که به دنبال ایجاد سیستم‌هایی است که نه تنها کارآمد هستند، بلکه اساساً بدون زباله نیز هستند. با تکیه بر رویکرد سیستمی کل طراحی احیا کننده جان تی لایل، این مدل در مفهوم وسیع آن به طراحی و ساخت صنعتی محدود نمی‌شود. می‌توان آن را در بسیاری از جنبه‌های تمدن بشری مانند محیط‌های شهری، ساختمان‌ها، اقتصاد و سیستم‌های اجتماعی به کار برد.
عبارت "Cradle to Cradle" یک علامت تجاری ثبت شده توسط مشاوران McDonough Braungart Design Chemistry (MBDC) است. برنامه محصولات گواهی شده Cradle to Cradle به عنوان یک سیستم اختصاصی آغاز شد. با این حال، در سال 2012 MBDC گواهینامه را به یک مؤسسه غیرانتفاعی مستقل به نام مؤسسه نوآوری محصولات Cradle to Cradle تحویل داد. استقلال، باز بودن، و شفافیت اولین اهداف مؤسسه برای پروتکل‌های صدور گواهینامه است. خود عبارت «گهواره به گهواره» توسط والتر آر استاهل در دهه ۱۹۷۰ ابداع شد. مدل کنونی مبتنی بر سیستمی از «توسعه چرخه زندگی» است که توسط مایکل برانگارت و همکارانش در آژانس تشویقی حفاظت از محیط زیست (EPEA) در دهه ۱۹۹۰ آغاز شد و از طریق انتشار یک چارچوب فنی برای ارزیابی چرخه حیات مورد بررسی قرار گرفت.
در سال ۲۰۰۲، براونگارت و ویلیام مک دونو یک کتاب به نام بازسازی راه ما همه چیز: از گهواره تا گهواره منتشر کردند، یک مانیفست برای طراحی گهواره تا گهواره است که جزئیات خاصی برای چگونگی دستیابی به مدل ارائه می‌دهد. این مدل توسط تعدادی از شرکت‌ها، سازمان‌ها و دولت‌ها در سراسر جهان، عمدتاً در اتحادیه اروپا، چین و ایالات متحده پیاده‌سازی شده‌است. طراحی گهواره به گهواره نیز موضوع بسیاری از فیلم‌های مستند مانند زباله (هدر رفته) = غذا بوده است

## معرفی

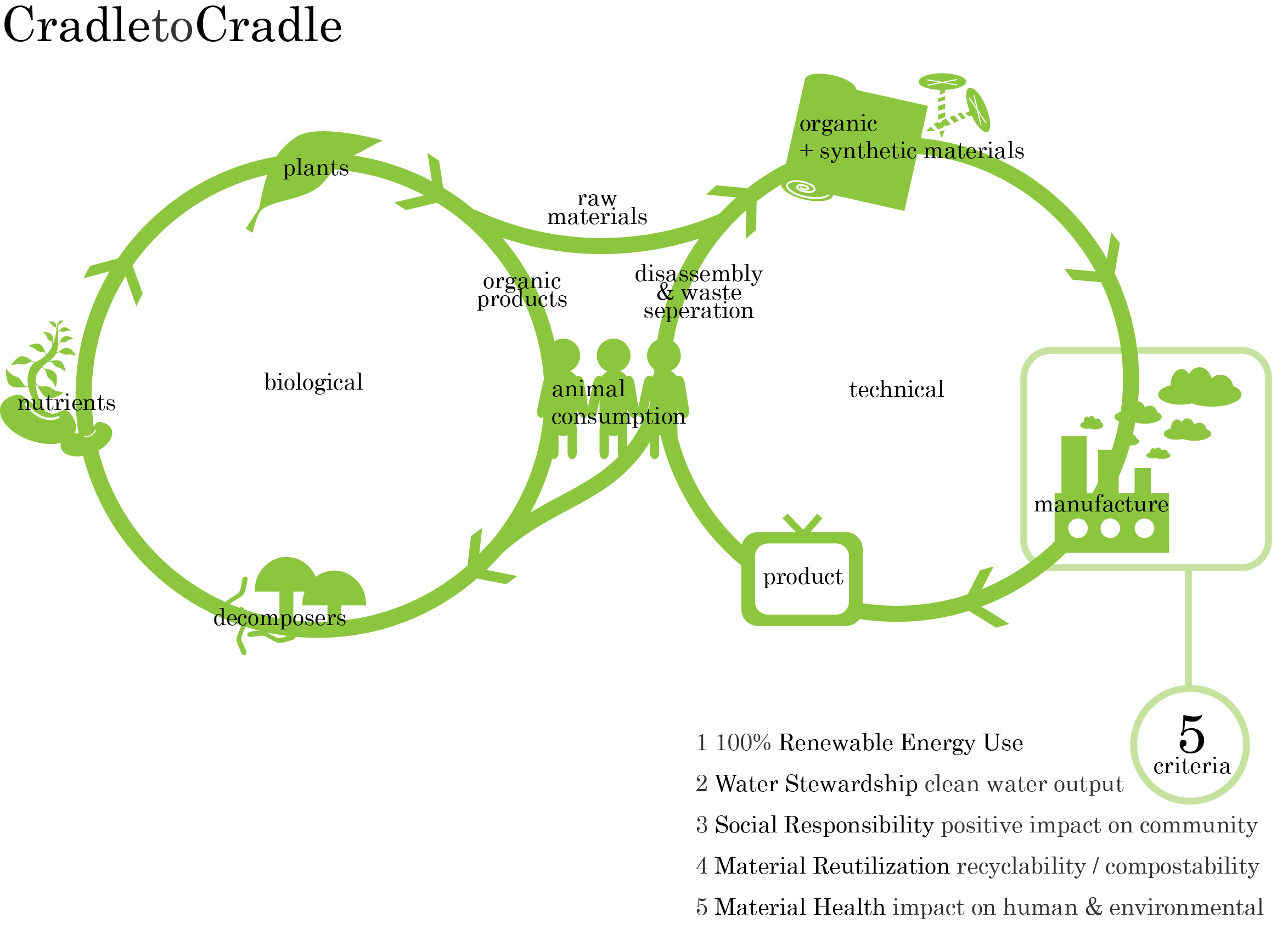
چرخه‌های بیولوژیکی و فنی

در مدل گهواره به گهواره، تمام مواد مورد استفاده در فرآیندهای صنعتی یا تجاری - مانند فلزات، الیاف، رنگ‌ها - به یکی از دو دسته تقسیم می‌شوند: مواد مغذی «فنی» یا «بیولوژیکی».
1. مواد مغذی فنی به شدت محدود به مواد مصنوعی غیر سمی و غیر مضر هستند که هیچ اثر منفی بر محیط طبیعی ندارند. آنها را می‌توان در چرخه‌های پیوسته به عنوان یک محصول بدون از دست دادن یکپارچگی یا کیفیت خود استفاده کرد. در این روش این مواد می‌توانند دوباره و دوباره استفاده شوند به جای این که به محصولات کمتر" downcycled " شده و در نهایت تبدیل به زباله شوند.
2. مواد مغذی بیولوژیکی مواد آلی هستند که پس از استفاده می‌توانند در هر محیط طبیعی دفع شوند و در خاک تجزیه شوند و بدون تأثیر بر محیط طبیعی، غذا را برای اشکال کوچک حیات فراهم کنند. این بستگی به اکولوژی منطقه دارد. برای مثال، مواد آلی از یک کشور یا خشکی ممکن است برای محیط زیست کشور یا خشکی دیگر مضر باشد.

### ساختار
در ابتدا توسط McDonough و Braungart تعریف شد، پنج معیار گواهینامه مؤسسه نوآوری محصولات Cradle to Cradle عبارتند از:
- سلامت مواد، که شامل شناسایی ترکیب شیمیایی مواد تشکیل دهنده محصول است. به خصوص مواد خطرناک (مانند فلزات سنگین، رنگدانه‌ها، ترکیبات هالوژن و غیره) باید هر غلظتی که داشته باشند گزارش شوند، و سایر مواد در مواردی که بیش از 100 ppm هستند گزارش شوند. برای چوب، منبع جنگل مورد نیاز است. ریسک برای هر ماده بر اساس معیارها ارزیابی می‌شود و در نهایت در مقیاسی با رنگ سبز مواد کم خطر، زرد که خطر متوسطی دارد اما برای ادامه استفاده قابل قبول است، قرمز برای موادی که ریسک بالایی دارند و نیاز به حذف تدریجی دارند، رتبه‌بندی می‌شود. و خاکستری برای مواد با داده‌های ناقص. این روش از اصطلاح «ریسک» به معنای خطر (در مقابل پیامد و احتمال) استفاده می‌کند.
- استفاده مجدد از مواد، که در مورد بازیابی و بازیافت در پایان عمر محصول است.
- ارزیابی انرژی مورد نیاز برای تولید که برای بالاترین سطح گواهینامه نیاز به حداقل ۵۰ درصد انرژی تجدیدپذیر برای کلیه قطعات و زیر مجموعه‌ها دارد.
- آب، به ویژه مصرف و کیفیت تخلیه.
- مسئولیت اجتماعی، که شیوه‌های کار منصفانه را ارزیابی می‌کند.

گواهینامه در چندین سطح در دسترس است: پایه، نقره، طلا، پلاتین، با الزامات سختگیرانه تر در هر کدام. قبل از سال ۲۰۱۲، MBDC پروتکل صدور گواهینامه را کنترل می‌کرد.

### سلامتی
در حال حاضر بسیاری از انسان‌ها به طور مستقیم یا غیر مستقیم روزانه مواد مضر و شیمیایی زیادی را در تماس یا مصرف می‌کنند. علاوه بر این اشکال بیشماری از حیات گیاهی و حیوانی نیز در معرض دید قرار می‌گیرند. سی ۲ به دنبال حذف خطرناک است مواد مغذی فنی (مواد مصنوعی مانند موتاژنیک محصولات، فلزات سنگین و دیگر مواد شیمیایی خطرناک) از چرخه زندگی فعلی. اگر مواد ما در تماس با و به صورت روزانه در معرض سمی نیست و اثرات طولانی مدت سلامت ندارد، سپس سلامت کلی سیستم بهتر می‌تواند حفظ شود. مثلا، یک کارخانه پارچه می‌تواند تمام مضر از بین بردن مواد مغذی فنی با دقت بررسی کنید که چه مواد شیمیایی در رنگ‌های خود استفاده می‌کنند تا به رنگ مورد نیاز خود برسند و تلاش کنند تا با مواد شیمیایی پایه کمتر این کار را انجام دهند.

### تعاریف
- گهواره تا گهواره بازی با عبارت «گهواره تا گور» است، که به این معنی است که مدل C2C پایدار است و به زندگی و نسل‌های آینده توجه دارد.
- مواد مغذی فنی اساساً مواد معدنی یا مصنوعی ساخته شده توسط انسان - مانند پلاستیک و فلزات - هستند که می‌توانند چندین بار بدون افت کیفیت مورد استفاده قرار گیرند و در یک چرخه مداوم باقی بمانند.
- مواد و مواد مغذی بیولوژیکی مواد آلی هستند که می‌توانند بدون تأثیر منفی به محیط طبیعی، خاک، آب و غیره تجزیه شوند و غذا برای باکتری‌ها و حیات میکروبیولوژیکی فراهم کنند.
- مواد معمولاً به عنوان بلوک‌های ساختمانی مواد دیگر شناخته می‌شوند، مانند رنگ‌های مورد استفاده در رنگ آمیزی الیاف یا لاستیک‌های مورد استفاده در زیره کفش.
- Downcycling استفاده مجدد از مواد در محصولات کمتر است. به عنوان مثال، یک کیس کامپیوتر پلاستیکی را می‌توان در یک لیوان پلاستیکی چرخاند، که سپس به یک نیمکت پارک تبدیل می‌شود و غیره. این در نهایت منجر به زباله‌های پلاستیکی می شود. در درک متعارف، این با بازیافتی که عرضه‌ای از همان محصول یا ماده را تولید می‌کند، تفاوتی ندارد.
- زباله = غذا یک مفهوم اساسی از مواد زائد آلی است که تبدیل به غذا برای حشرات، حشرات و سایر اشکال کوچک زندگی می‌شوند که می‌توانند از آن تغذیه کنند، آن را تجزیه کرده و به محیط طبیعی برگردانند که سپس به طور غیرمستقیم برای غذا استفاده می‌کنیم.

### مواد مصنوعی موجود
این سؤال که چگونه می‌توان با بی شمار مواد مغذی موجود (مواد مصنوعی) که قابل بازیافت یا معرفی مجدد به محیط طبیعی نیستند، در طراحی C2C پرداخته شده‌است. موادی که می‌توانند دوباره استفاده شوند و کیفیت خود را حفظ کنند، می‌توانند در چرخه‌های فنی مواد مغذی استفاده شوند، در حالی که مقابله با مواد دیگر مانند پلاستیک‌ها در اقیانوس آرام بسیار دشوارتر است.

## مثال‌های فرضی
یک نمونه بالقوه کفشی است که با استفاده از مدل C2C طراحی و تولید انبوه شده‌است. زیره ممکن است از «مواد مغذی بیولوژیکی» ساخته شده باشد در حالی که قسمت‌های بالایی ممکن است از «مواد مغذی فنی» ساخته شده باشد. این کفش در یک کارخانه تولید انبوه تولید می‌شود که از مواد زائد خود با بازگرداندن آن به چرخه استفاده می‌کند. این بستگی به این دارد که مواد فنی در هنگام استفاده مجدد کیفیت خود را از دست ندهند. پس از تولید کفش، به خرده‌فروشی‌ها توزیع می‌شود، جایی که مشتری کفش را با قیمت پایین‌تری خریداری می‌کند، زیرا مشتری فقط برای مدت زمانی که کفش را می‌پوشد، هزینه استفاده از مواد موجود در کفش را پرداخت می‌کند. زمانی که از کفش بزرگتر شد یا آسیب دید، آن را به سازنده برمی‌گردانند. هنگامی که سازنده کفی را از قسمت بالایی جدا می‌کند (جداسازی مواد مغذی فنی و بیولوژیکی)، مواد مغذی بیولوژیکی به محیط طبیعی بازگردانده می‌شود در حالی که می‌توان از مواد مغذی فنی برای ایجاد زیره کفش دیگری استفاده کرد.
نمونه دیگری از طراحی C2C یک فنجان، بطری یا لفاف یکبار مصرف است که کاملاً از مواد بیولوژیکی ساخته شده‌است. هنگامی که کاربر کار با کالا را تمام کرد، می‌توان آن را دور انداخته و به محیط طبیعی بازگرداند. هزینه دفع زباله از قبیل دفن زباله و بازیافت بسیار کاهش می‌یابد. کاربر همچنین می‌تواند به طور بالقوه مورد را برای بازپرداخت بازگرداند تا بتواند دوباره از آن استفاده کند.

## هماهنگی با سایر مدل‌ها
مدل گهواره به گهواره را می‌توان به عنوان چارچوبی در نظر گرفت که سیستم‌ها را به عنوان یک کل یا به طور کلی در نظر می‌گیرد. می‌توان آن را در بسیاری از جنبه‌های جامعه انسانی به کار برد و با ارزیابی چرخه زندگی مرتبط است. به عنوان مثال مدل هزینه‌های زیست‌محیطی مبتنی بر LCA را ببینید که برای مقابله با تجزیه و تحلیل سیستم‌های بازیافت طراحی شده‌است. مدل گهواره به گهواره در برخی از اجراها ارتباط نزدیکی با حرکت بدون خودرو دارد، مانند پروژه‌های ساختمانی در مقیاس بزرگ یا ساخت و ساز یا توسعه مجدد محیط‌های شهری. این ارتباط نزدیک با طراحی غیرفعال خورشیدی در صنعت ساختمان و با پرماکالچر در کشاورزی در داخل یا نزدیک محیط‌های شهری دارد. سفینه زمینی نمونه کاملی است که در آن از مدل‌های مختلف استفاده مجدد استفاده می‌شود، از جمله طراحی گهواره به گهواره و پرماکالچر.

## محدودیت‌ها
یکی از محدودیت‌های اصلی در بازیافت بهینه مواد این است که در سایت‌های رفاهی مدنی، محصولات با دست جدا نمی‌شوند و هر قسمت جداگانه در یک سطل طبقه‌بندی می‌شود، بلکه کل محصول در یک سطل معین طبقه‌بندی می‌شود.
این امر استخراج عناصر کمیاب خاکی و سایر مواد را غیراقتصادی می‌کند (در مکان‌های بازیافت، محصولات معمولاً خرد می‌شوند و پس از آن مواد با استفاده از آهن‌ربا، مواد شیمیایی، روش‌های دسته‌بندی خاص و … استخراج می‌شوند) و در نتیجه بازیافت بهینه ی برای مثال فلزات غیرممکن است (یک روش بازیافت بهینه برای فلزات مستلزم دسته‌بندی همه آلیاژهای مشابه به جای مخلوط کردن آهن ساده با آلیاژها است).
بدیهی است که جداسازی محصولات در سایت‌های رفاهی مدنی در حال حاضر امکان‌پذیر نیست و روش بهتر این است که محصولات شکسته را به سازنده بازگردانیم تا سازنده بتواند محصول را جدا کند. سپس می‌توان از این محصولات جداشده برای ساخت محصولات جدید یا حداقل برای فرستادن قطعات جداگانه به سایت‌های بازیافت (برای بازیافت مناسب، بر اساس نوع دقیق مواد) استفاده کرد. اگرچه در حال حاضر، قوانین کمی در هر کشوری وضع شده‌است که تولیدکنندگان را ملزم به پس گرفتن محصولات خود برای جداسازی قطعات کند، و حتی چنین تعهداتی برای تولیدکنندگان محصولات گهواره به گهواره وجود ندارد. یکی از فرآیندهایی که در آن این اتفاق می‌افتد در اتحادیه اروپا و در دستورالعمل زباله‌های الکتریکی و تجهیزات الکترونیکی است. همچنین، شبکه آموزشی اروپا برای طراحی و بازیافت موتورها و ژنراتورهای آهنربایی دائمی کمیاب زمین در وسایل نقلیه هیبریدی و تمام الکتریکی (ETN-Demeter) طرح‌هایی از موتورهای الکتریکی می‌سازد که آهنرباهای آنها را می‌توان به راحتی برای بازیافت فلزات خاکی کمیاب جدا کرد.

## انتقاد و پاسخ
انتقاداتی در مورد این واقعیت مطرح شده‌است که McDonough و Braungart قبلاً مشاوره و گواهینامه C2C را در حلقه داخلی خود نگه داشته بودند. منتقدان استدلال می‌کردند که این عدم رقابت مانع از تحقق پتانسیل این مدل می‌شود. بسیاری از منتقدان برای نظارت بر مفهوم C2C، مشارکت عمومی و خصوصی را درخواست کردند، بنابراین امکان رقابت و رشد برنامه‌ها و خدمات کاربردی را میدهد.
مک دونا و برانگارت با دادن کنترل پروتکل صدور گواهینامه به یک مؤسسه غیرانتفاعی مستقل به نام مؤسسه ابتکار محصولات گهواره به گهواره به این انتقادات پاسخ دادند. مک دونا گفت که این مؤسسه جدید «پروتکل ما را قادر خواهد ساخت تا به یک برنامه صدور گواهینامه عمومی و استاندارد جهانی تبدیل شود». این موسسه از ایجاد هیئت مدیره استانداردهای صدور گواهینامه در ژوئن ۲۰۱۲ خبر داد. هیئت مدیره جدید، تحت نظارت موسسه، بر صدور گواهینامه در حال حرکت به جلو نظارت خواهد کرد.
کارشناسان در زمینه حفاظت از محیط زیست عملی بودن این مفهوم را مورد سؤال قرار داده‌اند. فردریش اشمیت بلیک رئیس المان مؤسسه ووپرتال این ادعا را مطرح کرد که جنبش «کهنه» زیست‌محیطی مانع از ابداع با رویکرد بدبینانه «فریب شبه روانشناختی» شده‌است. شمیت-بلیک در مورد بالشتک های صندلی گهواره به گهواره براونگارت که برای ایرباس ۳۸۰ توسعه یافته بود گفت «من می‌توانم روی صندلی‌های مایکل در هواپیما احساس خوبی داشته باشم.با این وجود من هنوز منتظر پیشنهاد مفصلی برای طراحی ۹۹٫۹۹ درصد دیگر ایرباس ۳۸۰ پس از اصول او هستم..»
در سال ۲۰۰۹ اشمیت بلیک اظهار داشت که این موضوع دور از ذهن است که بتوان این مفهوم را در مقیاسی بزرگتر محقق کرد.
برخی ادعا می‌کنند که گواهینامه C2C ممکن است در تمام رویکردهای طراحی زیست‌محیطی کاملا کافی نباشد. روش‌های کمی (LCAs) و ابزارهای سازگارتر (با توجه به نوع محصول در نظر گرفته شده) می‌توانند در کنار هم مورد استفاده قرار گیرند. مفهوم C2C مرحله استفاده از یک محصول را نادیده می‌گیرد. با توجه به انواع ارزیابی چرخه زندگی (نگاه کنید به: Life-cycle assessment § Variants) کل چرخه عمر یک محصول یا خدمات باید ارزیابی شود، نه تنها خود مواد. برای بسیاری از کالاها به عنوان مثال در حمل و نقل، مرحله استفاده بیشترین تأثیر را بر روی ردپای محیطی دارد. به عنوان مثال، هر چه خودرو یا هواپیما سبک‌تر باشد، سوخت کمتری مصرف می‌کند و در نتیجه تأثیر کمتری دارد. Braungart به طور کامل مرحله استفاده را نادیده می‌گیرد.
مشکلی ندارد که بگوییم هر گام تولید یا گام تحول منابع به مقدار مشخصی انرژی نیاز دارد.
مفهوم C2C گواهینامه خود را از تحلیل خود پیش‌بینی می‌کند و بنابراین در تضاد با استانداردهای بین‌المللی چاپ و نشر (ایزو 14040 و ایزو 14044) برای ارزیابی چرخه عمر است. در حالی که یک بررسی خارجی مستقل برای دستیابی به نتایج مقایسه ای و انعطاف‌پذیر مورد نیاز است.